# Acústico (álbum de Reincidentes)
Acústico es el duodécimo álbum de la banda española de punk-rock Reincidentes.
En este disco, la banda andaluza deja de lado su versión más dura para interpretar varios de sus grandes éxitos como "Vicio", "Un día más" o "Aprendiendo a luchar" en formato acústico, además de versionar a León Gieco en "Las madres del amor" y a Silvio Rodríguez en "Sueño con serpientes".
La única composición inédita del álbum es la canción "Jamás" con los atentados del 11-M de Madrid como fondo.
Lanzado en 2004 por la discográfica Locomotive Music, el productor del disco es, como en todos los álbumes de la banda, Juanjo Pizarro y en el mismo los instrumentos habituales se ven desplazados por las guitarras acústicas y otros instrumentos de cuerda y percusión que dotan al disco de un sonido totalmente distinto a lo que hasta entonces había sido el estilo habitual de la banda.

## Lista de canciones
1. Aprendiendo a luchar
2. Un día más
3. Las madres del amor (versión de la canción de León Gieco)
4. Vicio
5. Hablando con mi cerebro
6. Dolores
7. Amarga habitación
8. Un pueblo
9. Jamás
10. Sueño con serpientes (versión de la canción de Silvio Rodríguez)
11. Sobre las ruedas
12. Resistencia